# Neoveitchia brunnea
Neoveitchia brunnea là loài thực vật có hoa thuộc họ Arecaceae. Loài này được Dowe mô tả khoa học đầu tiên năm 1996.